# Li Zhensheng
Li Zhensheng (kinesiska: 李振盛, pinyin: Lǐ Zhènshèng), född 22 september 1940 i Dalian, död 22 juni 2020 i New York, var en kinesisk fotojournalist. Han är känd för att ha dokumenterat händelser under kulturrevolutionen i Kina i slutet av 1960-talet och början av 1970-talet.

## Biografi
Li föddes i Dalian i Liaoning i nordöstra Kina då provinsen ingick i den japanska lydstaten Manchukuo. Familjen var fattig. Fadern, Li Yuanjian var en tidigare kock på ett ångfartyg. Modern, Chen Shilan, dog när Li Zhensheng var tre år gammal. Efter moderns död flyttade familjen till Shandong-provinsen där den hade sina rötter. Li Zhenshang hade en äldre halvbror som var soldat i Folkets befrielsearmé och stupade i inbördeskriget 1949. Li började skolan sent, vid tio års ålder, men nådde ändå fina betyg. Han tog sig in på en utbildning till filmfotograf vid filmskolan i Changchun, men när han skulle ta examen hade förutsättningarna ändrats efter Stora språnget och det var propagandafotografer som behövdes. Li fick ge upp sin dröm om att bli filmfotograf och tog istället anställning vid Heilongjiangs dagblad i Harbin.
När kulturrevolutionen bröt ut 1966 var Li först en entusiastisk rödgardist. Hans jobb på tidningen var att ta bilder som visade upp en positiv bild av händelserna. Som rödgardist bar en armbindel med texten ”röd nyhetssoldat” (红色新闻兵), som gav honom tillträde till alla större händelser och också gav honom friheten att arbeta ostört. Utöver de bilder som kunde tryckas i tidningen började Li fota motiv som  var mindre smickrande och inte gick att trycka. det kunde vara offentliga förödmjukelser av avsatta ledare eller till och med kroppar efter en avrättning. I en intervju i New York Times 2012 beskrev Li att han önskade dokumentera den historiska tid som Kina genomgick. De otryckbara bilderna, eller negativa negativ som han senare kallade dem, framkallade han i största hemlighet och tog mig sig hem till sin lägenhet. Han tog även ett stort antal självporträtt på plåtar som blivit över när han kom åter till redaktionen efter uppdrag.
Li började misstänka att han själv snart skulle drabbas av rödgardisternas behandling och därför sågade han på våren 1968 ut ett lönnfack i golvet i sin lägenhet där han gömde negativen liksom en frimärkssamling. Strax blev han mycket riktigt anklagad för småborgerliga tendenser och han och hans fru, Zu Yingxia som var redaktör på samma tidning, sattes i arbetsläger mellan 1969 och 1971. Lönnfacket upptäcktes aldrig och Li kunde 1971 återgå till anställningen på Heilongjiangs dagblad där han fortsatte sitt arbete. Efter Maos död 1976 beordrades att alla bilder skulle lämnas in för förstörelse. Li behöll då sina drygt 20 000 negativ i sitt lönnfack, vilket har gjort hans samling till ett av de mest omfattande ocensurerade vittnesmålen från kulturrevolutionen.
1982 fick Li anställning vid Pekinguniversitetet där han undervisade i fotografi. 1988 visades några av bilder på en utställning i Peking. I samband med den utställningen träffade han Robert Pledge, som skulle bli redaktör för hans fotobok 15 år senare.
2003 utkom boken Red-Color News Soldier som innehöll många av Lis bilder från kulturrevolutionen. Bilderna har också ställts ut i över 60 länder sedan dess. 2018 utkom också en första utgåva av boken på kinesiska, utgiven i Hong Kong av The Chinese University of Hong Kong Press. På det kinesiska fastlandet har boken däremot inte kunnat ges ut.
Li var under senare år bosatt i USA, även om han ofta reste till Kina för att föreläsa. Han avled den 22 juni 2020 på ett sjukhus i New York i sviterna av en hjärnblödning.